# Kasamori-ji
Le Kasamori-ji (笠森寺) est un temple bouddhiste situé dans la ville de Chōnan, préfecture de Chiba au Japon. Le temple est également appelé Kasamori-dera par l'emploi d'une prononciation alternative du sinogramme pour temple (tera). Le Kasamori-ji est le 31e temple du Bandō Sanjūsankasho, circuit de 33 temples bouddhistes à l'est du Japon consacrés à la déesse Kannon. La Kannon aux onze visages du Kasamori-ji n'est montrée au public que pendant les années du buffle et du cheval dans le cycle de douze ans du zodiaque chinois.

## Histoire
Selon la tradition, le moine Tendai Saichō (767-822) visite la région en 784. Saichō sculpte une statue de Kannon aux onze visages et l'installe dans une hutte au toit de chaume. Nichiren passe pour avoir fréquemment prié au Kasamori-ji où existe une image de lui dans ses quartiers. Le Kasamori-ji apparaît sur une estampe sur bois ukiyo-e de Hiroshige II (1829-1869) comme partie de la série Cent vues des provinces (ja). Par ailleurs, Matsuo Bashō (1644-1694) écrit un haïku sur le temple. Un marqueur avec le haïku est situé en face de la porte du temple.

## Kannon-dō
Le Kannon-dō du Kasamori-ji est le seul exemple d'un temple construit dans le style shihōkakezukuri (四方懸造); Le temple repose sur de grands pilotis sur les quatre côtés à l’aide de kakezukuri (ja). Le Kannon-dō est construit en 1028 sur l'ordre de l'empereur Go-Ichijō dans le cadre d'un important chantier de restauration du temple. Alors que les autres structures du Kasamori-ji ont été détruites par le feu à trois reprises, le Kannon-dō a survécu. Un document découvert lors d'une réparation moderne du temple indique qu'un travail de réparation a été effectué sur le bâtiment entre 1573 et 1596. Le Kannon-dō est désigné bien culturel important.

## Ordre dans le pèlerinage bouddhiste
Bandō Sanjūsankasho
30 Kōzō-ji – 31 Kasamori-ji – 32 Kiyomizu-dera

## Galerie

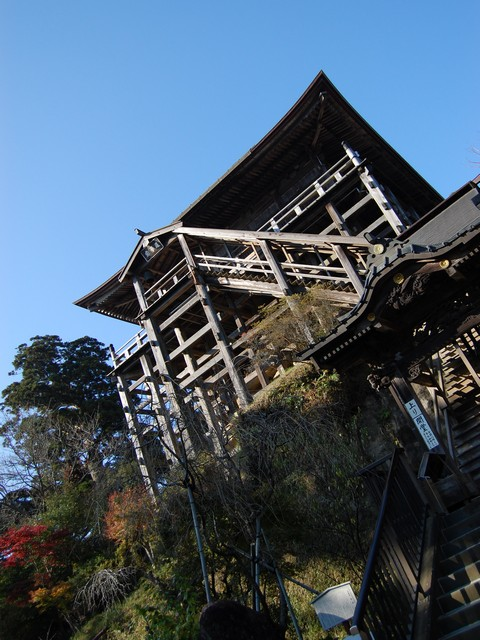
Kannon-dō du Kasamori-ji.
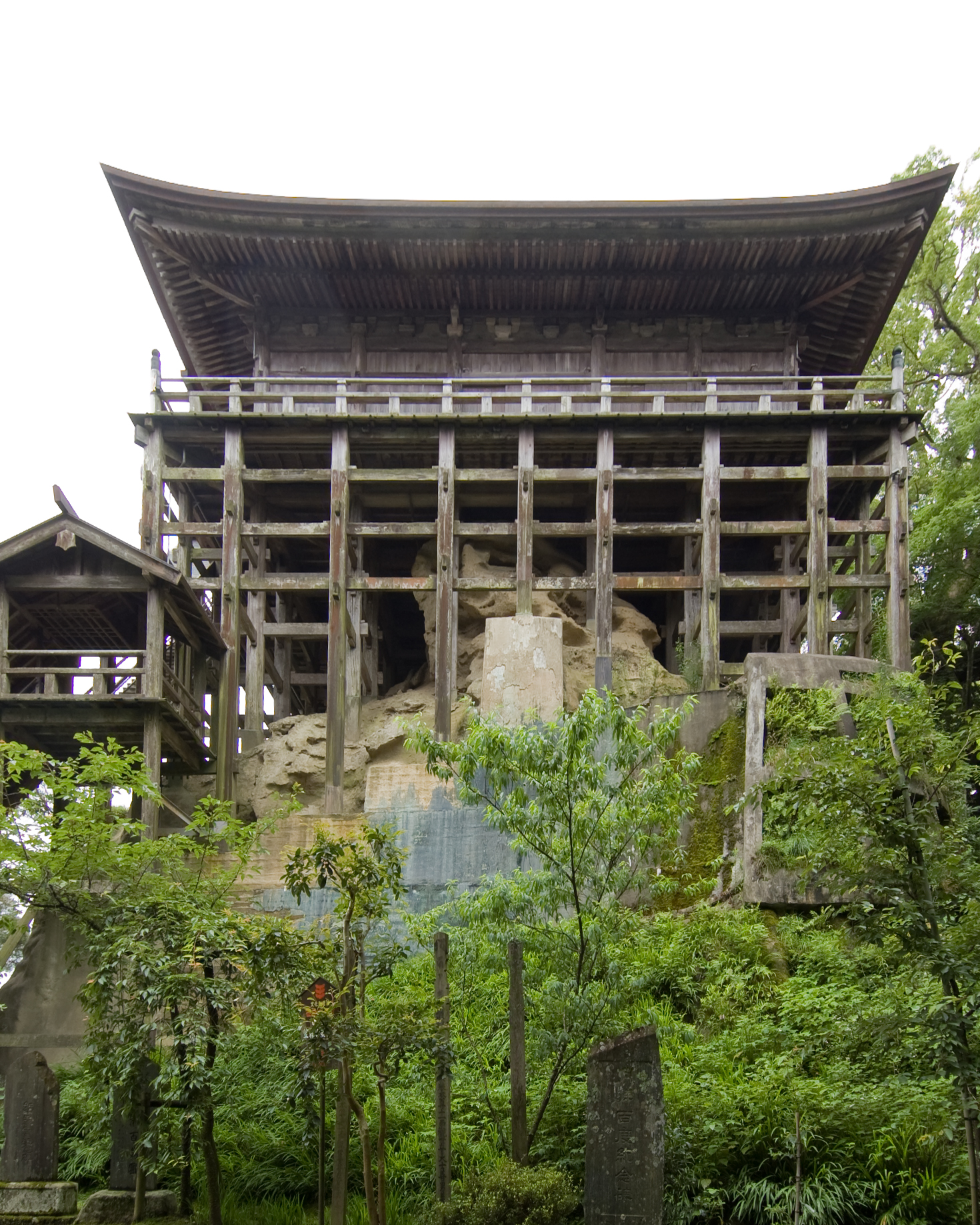
Kannon-dō du Kasamori-ji.